# Grafička dorada
Grafička dorada je završna faza izrade grafičkog proizvoda. Svrha grafičke dorade je oblikovanje grafičkih proizvoda za svakodnevnu uporabu. S obzirom na to da se za različite proizvode primjenjuju različite tehnologije danas postoji preko 600 različitih vrsta strojeva za doradu.

## Tehnološki postupci
Grafička dorada se dijeli na tri grupe tehnoloških postupaka:
- knjigovešku doradu,
- kartonažnu doradu, te
- preradu ili konfekcija papira i folija.

Predmet knjigoveške dorade je proizvodnja i dorada knjiga, časopisa, kalendara i tiskanica namijenjenih prijenosu informacija. Izrada knjige kao jednog od tehnološki najzahtjevnijeg proizvoda obuhvaća rezanje i izrezivanje papira, savijanje i prešanje, sabiranje, šivanje i lijepljenje, izradu korica knjige, te u konačnici spajanje knjižnog bloka i korica.
Kartonažna dorada je proces izrade ambalaže, kako od papira, kartona, tako i od plastičnih masa. Najčešći proizvodi su razne vrste kutija, vrećica, ambalažnog materijala i slično. Tako se npr. izrada kutije sastoji od izrade alata za štancanje, štancanja, optrgavanja, lijepljenja i pakiranja gotovih kutija za transport.
Prerada ili konfekcija papira je oblikovanje papira u specifične oblike i proizvode kao što su fascikli, bilježnice, papirna konfekcija i slično.

## Vanjske poveznice
- Knjigoveštvo Hrvatska tehnička enciklopedija, portal hrvatske tehničke baštine. LZMK